# Football Club Trinity Zlín
El Football Club Trinity Zlín es un equipo de fútbol de la República Checa que juega en la Gambrinus liga, la liga de fútbol más importante del país.

## Historia
Fue fundado en el año 1919 en la ciudad de Zlín, en la región de Moravia con el nombre SK Zlín y ha utilizado varios nombres en su historia, los cuales han sido:
- 1919 – SK Zlín (Sportovní klub Zlín)
- 1922 – SK Baťa Zlín (Sportovní klub Baťa Zlín)
- 1948 – SK Botostroj I. Zlín (Sportovní klub Botostroj I. Zlín)
- 1958 – TJ Gottwaldov (Tělovýchovná jednota Gottwaldov) – sloučení Spartaku a Jiskry
- 1989 – SK Zlín (Sportovní klub Zlín)
- 1990 – FC Svit Zlín (Football Club Svit Zlín, a.s.)
- 1996 – FC Zlín (Football Club Zlín, a.s.)
- 1997 – FK Svit Zlín (Fotbalový klub Svit Zlín, a.s.)
- 2001 – FK Zlín (Fotbalový klub Zlín, a.s.)
- 2002 – FC Tescoma Zlín (Football Club Tescoma Zlín, a.s.)
- 2012 - FC Fastav Zlín (Football Club Fastav Zlín, a.s.)
- 2022 – FC Trinity Zlín (Football Club Trinity Zlín, a.s.)

En toda su historia ha estado solamente ha sido campeón de Copa en una ocasión en el año 1970, en los tiempos de Checoslovaquia y nunca ha ganado la Gambrinus Liga. Recientemente en el año 2017 logra ganar un nuevo título, la Copa de la República Checa, derrotando al Slovan Liberec, Slavia Praga y a SFC Opava en la final. Por el triunfo en la Copa, jugó la primera edición de la Supercopa Checoslovaca, contra el equipo campeón de la Copa de Eslovaquia 2017, el ŠK Slovan Bratislava. Tras igualar 1-1 en los 90 minutos, Fastav Zlín, ganó el título por penales (6-5).
A nivel internacional ha participado en 3 torneos continentales, donde su mejor participación ha sido en la Liga Europa de la UEFA 2017-18 , donde llegó a la fase de grupos.

## Palmarés
- Copa de Checoslovaquia: 1

1969/70
- Copa de la República Checa: 1

2016/17
- Druhá liga: 1

2024-25

## Participación en competiciones de la UEFA
| Temporada | Torneo             | Ronda   | Club                | Casa | Visita | Global   |
| --------- | ------------------ | ------- | ------------------- | ---- | ------ | -------- |
| 2004      | UEFA Intertoto Cup | 1       | MyPa                | 3–2  | 1–1    | 4–3      |
| 2004      | UEFA Intertoto Cup | 2       | Westerlo            | 3–0  | 0–0    | 3–0      |
| 2004      | UEFA Intertoto Cup | 3       | Atlético Madrid     | 2–4  | 2–0    | 4–4 (a)  |
| 2005      | UEFA Intertoto Cup | 1       | Neman Grodno        | 0–0  | 1–0    | 1–0      |
| 2005      | UEFA Intertoto Cup | 2       | Gent                | 0–0  | 0–1    | 0–1      |
| 2017-18   | UEFA Europa League | Grupo F | F.C. Copenhagen     | 1–1  | 0–3    | 4º Lugar |
| 2017-18   | UEFA Europa League | Grupo F | FC Sheriff Tiraspol | 0–0  | 0–1    | 4º Lugar |
| 2017-18   | UEFA Europa League | Grupo F | FC Lokomotiv Moscow | 0–2  | 0–3    | 4º Lugar |

## Jugadores

### Jugadores destacados
- Zdeněk Nehoda
- Svatopluk Pluskal